# Resolució 380 del Consell de Seguretat de les Nacions Unides
La Resolució 380 del Consell de Seguretat de les Nacions Unides, adoptada el 6 de novembre de 1975, va prendre nota de la greu situació al Sàhara Occidental s'havia deteriorat greument. El Consell nota lamentablement que malgrat la resolució 377, resolució 379 i una crida del President del Consell de Seguretat al rei del Marroc Hassan II, encara tenia lloc la Marxa Verda.
La resolució va deplorar la celebració de la Marxa Verda va demanar al Marroc que retirés immediatament tots els participants de la Marxa del Sàhara Occidental. El Consell conclou demanant al Marroc i a totes les altres parts implicades a cooperar plenament amb el Secretari General i a complir amb el mandat confiat a les resolucions 377 i 379.
No es donaren detalls de la votació, a part d'això, va ser "aprovada per consens."